# 八彩林亞珍
《八彩林亞珍》是1982年香港喜劇片，由吳宇森導演，吳宇森和劉鎮華編劇，蕭芳芳、許冠英、羅文、李琳琳和胡楓主演。

## 故事
林亞珍（蕭芳芳）四處找工作，但碰得一鼻子灰，鬧出不少笑話，幸而事業失意，情場得意，一次偶然重逢兒時同伴曾非凡（許冠英），曾向她展開猛烈追求，但林亞珍對戀愛拍拖之事懵懵然。一個名為「沙達」的集團，正在以高價瘋狂收購香港地皮，林亞珍不肯袖手旁觀…

## 角色
| 演員   | 角色   |
| ------ | ------ |
| 蕭芳芳 | 林亞珍 |
| 許冠英 | 曾非凡 |
| 羅文   | 羅文   |
| 李琳琳 | 李琳琳 |
| 陳星   | 陳星   |
| 胡楓   | 律師   |
| 劉克宣 | 廠長   |
| 胡大為 | 導演   |
| 簡而清 | 鄧仁發 |
| 張雷   | 一把火 |
| 李名煬 | 沙翁   |

## 外部連結
- 香港影庫上《八彩林亞珍》的資料（繁體中文）
- 豆瓣电影上《八彩林亞珍》的資料 （简体中文）
- 互联网电影数据库（IMDb）上《八彩林亞珍》的资料（英文）